# Francis Baring, 1:e baron Northbrook
Francis Thornhill Baring, 1:e baron Northbrook, 3:e baronet, född den 20 april 1796, död den 6 september 1866, var en brittisk politiker. Han var äldste son till Thomas Baring, 2:e baronet, bror till Thomas Baring och Charles Baring samt far till Thomas Baring, 1:e earl av Northbrook. 
Baring representerade Portsmouth i underhuset 1826–65, innehade på 1830-talet under Grey och Melbourne flera befattningar i finansministeriet och var 1839–41 skattkammarkansler i lord Melbournes ministär. Från januari 1849 till mars 1852 var han som sjöminister (förste amiralitetslord) medlem av lord John Russells kabinett. År 1866 upphöjdes han till peer under namn av baron Northbrook.